# Fidelis van Sigmaringen
Fidelis van Sigmaringen (Sigmaringen, Hohenzollern-Sigmaringen, 1577 – Grüsch, Seewis im Prättigau, 24 april 1622) was een Duitse priester, missionaris en martelaar die vereerd wordt als een heilige in de Rooms-Katholieke Kerk.
Fidelis van Sigmaringen werd op 24 maart 1729 zalig verklaard door paus Benedictus XIII en op 29 juni 1746 heilig verklaard door paus Benedictus XIV. Hij wordt beschouwd als de eerste martelaar van de Congregatie voor de Evangelisatie van de Volkeren en wordt vaak afgebeeld in het habijt van de Kapucijnenorde met een martelaarskruis of zwaard.
Zijn feestdag wordt gevierd op 24 april, en hij wordt aangeroepen als patroonheilige van advocaten, vooral in kwesties die verband houden met eerlijkheid en gerechtigheid.

## Biografie
Hij werd geboren als Markus Roy in Sigmaringen, in het toenmalige Graafschap Hohenzollern-Sigmaringen, als zoon van de burgemeester. Hij studeerde filosofie en rechten aan de universiteiten van Freiburg en Ingolstadt, en verkreeg een doctoraat in beide disciplines. Na zijn studies begon Markus een carrière als advocaat in Colmar, waar hij bekend stond om zijn eerlijkheid en rechtvaardigheid. Desondanks voelde hij zich geroepen tot een religieus leven en trad in 1612 toe tot de Kapucijnenorde, waar hij de naam Fidelis aannam.
Fidelis werd een vurige prediker en werkte onvermoeibaar om het katholieke geloof te bevorderen, vooral in Zwitserland en het zuiden van Duitsland, tijdens een periode van intense religieuze conflicten die voortvloeiden uit de Reformatie. In 1621 werd hij door de pas opgerichte Congregatie voor de Evangelisatie van de Volkeren (Propaganda Fide) uitgezonden naar het kanton Graubünden in Zwitserland om het katholicisme te verdedigen tegen de groeiende invloed van het calvinisme.
Zijn prediking en missionaire werk waren niet zonder gevaar. Op 24 april 1622 werd Fidelis tijdens een missie in Seewis im Prättigau aangevallen door een groep calvinistische boeren. Hij werd zwaar mishandeld en uiteindelijk met zwaarden gedood, nadat hij weigerde zijn geloof te verloochenen.
- Bibliothèque nationale de France: cb100551329 (data)
- Gemeinsame Normdatei: 118532901
- Historisch woordenboek van Zwitserland: 010197
- International Standard Name Identifier: 0000 0001 2276 056X
- Library of Congress Control Number: n85264708
- Nationale Bibliotheek van Tsjechië: mub20231206633
- Nederlandse Thesaurus van Auteursnamen: 071584137
- Istituto Centrale per il Catalogo Unico: TO0V387175
- Système universitaire de documentation: 083224017
- Virtual International Authority File: 7379194
- WorldCat: E39PBJr3qprYGkwqvDHBbQYByd